# Centro de administración de Windows Live
Centro de administración de Windows Live, (antes llamado Windows Live Custom Domains) es un servicio que ofrece Windows Live, el cual permite a los usuarios cambiar el dominio de registro MX (Mail Server) con nombres de otros dominios con el fin de gozar plenamente de las características de Windows Live Hotmail personalizado su @dominio.

## Descripción
Centro de administración de Windows Live, proporciona cuentas de correo electrónico de manera libre, los administradores de cada dominio únicamente pueden crear hasta 50 cuentas de usuario por dominio para disfrutar del mismo; el servicio de MSN Hotmail te posibilita tener una bandeja de entrada de 250MB, mientras para Windows Live Hotmail, cuentas con acceso a una bandeja de hasta 5GB.
Las cuentas de correo electrónico proporcionada por el Centro de administración de Windows Live, son identificadas desde el registro de Windows Live pudiendo acceder al Windows Live ID y a una serie de servicios que se integran.

### Características
- Utilizar tu propio nombre de dominio personalizado para enviar y recibir mensajes electrónicos e instantáneos.

- Recibir 7 gigabytes (GB) de espacio de almacenamiento en la Bandeja de entrada para todas tus cuentas con Windows Live Hotmail.
- Consultar tu correo electrónico desde cualquier equipo conectado a Internet.
- Controlar el correo electrónico no deseado con Tecnología Microsoft SmartScreen (Tecnología de aprendizaje automático que utiliza un algoritmo basado en la probabilidad para determinar si los mensajes de correo electrónico son legítimos o no deseados (spam).
- Beneficiarte de servicios de detección y limpieza de virus de correo electrónico.

- Obtener varias cuentas de correo electrónico para tu dominio. Si necesitas más cuentas, puedes solicitar un número ilimitado. Para obtener más información, consulta Obtener más cuentas de usuario.

- Crear una dirección web personalizada que esté vinculada a tu Windows Live Space. Si deseas más información, ve Vincular tu nombre de a una página web

- Administrar tu nombre de dominio personalizado mediante el sitio Web de Centro de administración o crear tus propios programas con el kit de desarrollo de software (SDK) de Centro de administración de Windows Live.

- Crear un módulo de anuncio en tu sitio web de modo que los usuarios puedan suscribirse para obtener una cuenta de correo electrónico en tu dominio.